# 聖弗蘭西斯科德阿西斯區
9°58′24″S 76°40′28″W / 9.97333°S 76.67444°W

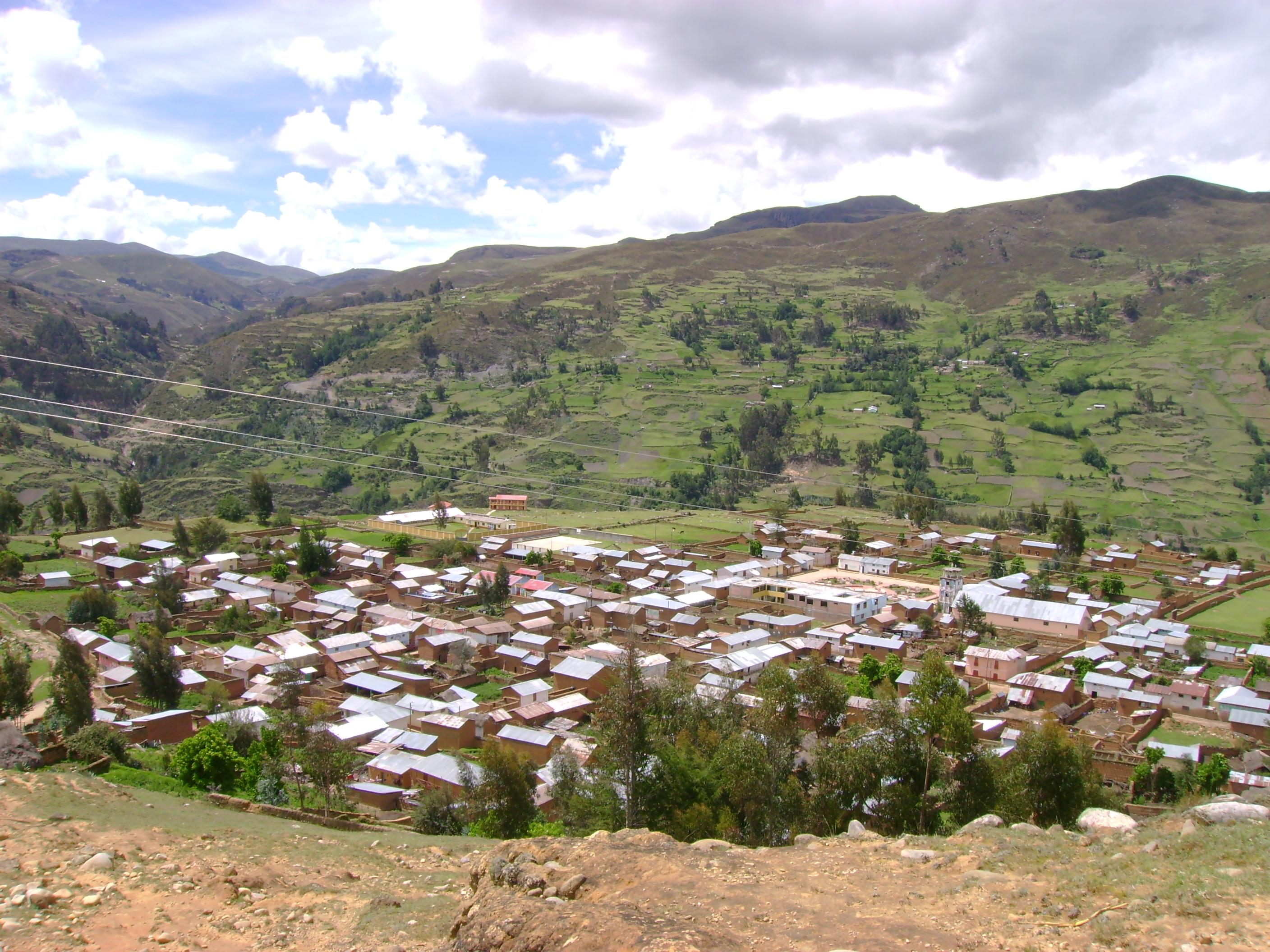

聖弗蘭西斯科德阿西斯區（西班牙語：Distrito de San Francisco de Asís），是秘魯的一個區，位於該國中部瓦努科大區的勞里科查省，始建於1960年4月20日，面積84.3平方公里，海拔高度3,437米，2005年人口2,281，人口密度每平方公里27人。